# Giustino Salvolini
Giustino Salvolini, dit Episcopi ou encore  del Vescovo   (Casteldurante, v.1516 - 
16 avril 1609) est un peintre italien maniériste.

## Biographie
Giustino Salvolini est né à Casteldurante de Bartolomeo di Nicola Salvolini et de Lucrezia di Matteo dans le quartier de Ponte Vecchio.
Les informations sur son enfance et sur sa formation artistique sont inexistantes. 
Sa date de naissance est située aux alentours de 1516, mais il n'existe aucun document qui l'atteste.
Son père meurt en 1527, et l'administration des biens de la famille ainsi que l'éducation de Giustino furent assurées par son oncle paternel, le prélat don Bernardino.
Il n'existe aucun document concernant l'artiste jusqu'en 1541, année pendant laquelle il rédigea un testament en faveur de sa mère. 
Pendant cette période Giustino Salvolini collabore avec Perin del Vaga à la décoration à fresque de la Sala Paolina du Château Saint-Ange à Rome en réalisant une célébration du pontife Paul III.
Giustino retourne à Casteldurante en 1549. 
En 1551 Giustino Salvolini entre en contact avec Taddeo Zuccari avec lequel il collabore à la décoration de la Facciata delle Lettere d’Oro. L'intervention, est documentée par Giorgio Vasari qui l'inclut parmi les divers collaborateurs de Taddeo Zuccari.
En 1557 il rentre de nouveau à Casteldurante où il réalise diverses œuvres dont l'Adorazione dei Magi (1558).
Au cours de la même période il entreprend avec son élève et collaborateur Luzio Dolci la décoration de la chapelle de la Très-Sainte-Trinité dans l'église abbatiale San Cristoforo, un document daté du 22 août 1564 atteste le paiement de 4 florins à Salvolini et Dolci pour l'exécution de l'œuvre. De la décoration il ne reste que le retable de la Pentecoste qui comprenait aussi les fresques de l'Eterno Padre, Battesimo di Gesù et Apparizione dei tre angeli a Lot. 
En 1560, Giustino Salvolini et Luzio Dolci sont actifs dans la cloître Santa Chiara où ils réalisent Ascensione, une fresque détachée et conservée actuellement au Musée Diocesain, San Cristoforo e San Biagiopour les piliers latéraux de l'autel (perdus) et le Padiglione degli Angeli peint en collaboration avec Luzio Dolci encore en place. 
Dans la paroi du fond du presbytère, il réalise diverses sibylles dont la Sibilla Vecchia.
Il épouse en 1562 Antonia di Nicola Scabroni de laquelle il a quatre enfants : Maddalena (1560-?), Bartolomeo (1562-1570), Francesco (1562-1629) et Bartolomeo (1570-?).
Dans un manuscrit de l'Archivio Comunale di Urbania figure une information qui atteste la présence d'œuvres de Giustino Salvolini « en Allemagne et dans tous les états Papaux  ». 
En 1570, Salvolini réalise le retable du Martirio di Santo Stefano pour l'église Santo Stefano à Piobbico.   
Dans les années 1570, il réalise pour l'église santa Chiara Crocifissione et au début des années 1580 la décoration à fresque du salon de travail des sœurs : Battesimo di San Giovanni con i santi Rocco, Bonaventura, Sebastiano e Bernardino da Siena.
Giustino Salvolini est sollicité en tant qu'« expert en  art  » en diverses occasions et à partir de l'an 1574 il participe à la vie administrative de Casteldurante.  
Dans les années 1590, l'artiste travaille à Amelia où il décore le Salone dei Mesi (dit dello zodiaco) du palazzo  Petrignani. 
En 1601, il intente un procès à Giorgio Picchi pour avoir violé la clause du couvent Santa Chiara et d'avoir tenté de détruire ses fresques sans l'autorisation de l'abbé. 
Il a aussi travaillé au Barco Ducale d'Urbania et à Pesaro. 
Son activité auprès de la cour ducale d'Urbino continue encore en 1603, attestée par un paiement en sa faveur.
Giustino meurt à Casteldurante le 16 avril 1609.

## Œuvres
- Décoration à fresque de la Sala Paolina (1541 env.) (en collaboration avec Perin del Vaga) du Château Saint-Ange à Rome,
- Ascensione (v. 1560), fresque détachée de l'église du couvent Santa Chiara, Museo Diocesano, Urbania
- San Cristoforo e San Biagio (perdu), Padiglione degli Angeli, Sibilla Vecchia, église du couvent Santa Chiara
- Creazione di Eva (v.1595), fresque, Palazzo Petrignani, Amelia,
- Crocifissione con la Madonna e San Giovanni (1575), église du Santissimo Crocifisso di Mastro Paolo, Urbania,
- Santissima Trinità, Annunciata, San Girolamo e San Biagio (1575), fresque, Oratorio Porta Celle,
- Crocifissione, années 1570, église santa Chiara, Urbania,
- Battesimo di San Giovanni con i santi Rocco, Bonaventura, Sebastiano e Bernardino da Siena (début des années 1580), fresques, décoration du salon de travail des sœurs,
- Martirio di Santo Stefano (1570), église Santo Stefano, Piobbico,
- Decollazione di Giovanni Battista, église des Morts d'Urbania,

## Sources
- Voir liens externes